# I Ribelli
 (novembre 2019).
I Ribelli (en français Les Rebelles) est un groupe beat-rock italien.

## Histoire
Le groupe I Ribelli est formé en 1959 comme groupe d'accompagnement sur scène de'Adriano Celentano. Lors du départ du groupe de Celentano, il continue son activité jusqu'aux années 1970. Le groupe est surtout connu pour leurs reprises de certaines chansons des Beatles et des The Tremeloes, comme Keep on Dancin, renommé en italien Chi sarà la ragazza del clan? (Qui sera la fille du clan ?). Certains des membres du groupe, comme le claviériste Enzo Jannacci et le guitariste Gino Santercole, ont réussi une carrières en solo.

## Membres
- Gianni Dall'Aglio - batterie
- Giorgio Benacchio - guitare
- Dino Pasquadibisceglie (1959-1964) - basse
- Gino Santercole (1959-1963): voix, guitare
- Enzo Jannacci (1959-1961) - claviers
- Nando De Luca (1961-1962) - claviers
- Giannino Zinzone (1961-1962) - basse
- Natale Massara (1961-1970) - chant, saxophone, instruments à vent
- Gianfranco Lombardi (musicien) (1962-1963) - basse
- Jean Claude Bichara (1963-1966)- basse
- Angel Salvador (1966-1970) - basse
- Philippe Bichara (1963-1966) - voix, percussions
- Demetrio Stratos (1966-1970) - chant, claviers
- Dino D'Autorio (1977) - basse

## Discographie

### Singles
- 1961 : Enrico VIII / 200 all' ora - (Celson, QB 8031)
- 1961 : Alle nove al bar / Danny boy - (Arcobal, R 6000)
- 1962 : La cavalcata / Serenata une Valle Chiara - (Clan Celentano, ACC 24002)
- 1964 : Chi sarà la ragazza del Clan? / Quella donna - (Clan Celentano, R 6002)
- 1966 : A la buena de dios / Ribelli - (Clan Celentano, ACC 24034)
- 1966 : Per una lira / Ehi...voi! - (Clan Celentano, ACC 24039)
- 1966 : Come Adriano / Enchinza bubu - (Clan Celentano, ACC 24041)
- 1967 Pugni chiusi / La follia - (Dischi Ricordi, SRL 10451)
- 1967 : Chi mi aiuterà / Un giorno se ne va - (Dischi Ricordi, SRL 10470)
- 1968 : Come sempre / Nel sole, nel vento, nel sorriso, nel pianto - (Dischi Ricordi, SRL 10506)
- 1968 : Yummy Yummy Yummy / Un posto al sole - (Dischi Ricordi, SRL 10514)
- 1969 : Obladì Obladà / Lei m'ama - (Dischi Ricordi, SRL 10522)
- 1969 : au Revoir / Joséphine - (Dischi Ricordi, SRL 10549)
- 1970 : Oh! Darling! / Il vento non sa leggere - (Dischi Ricordi, SRL 10579)
- 1977 : Illusione/Calore - (Dischi Ricordi, SRL 10843)

### LP
- 1968 : I Ribelli - (Dischi Ricordi, SMRP 9052)
- 1988 : I Ribelli live - (CGD, LSM1315)

### Cd
- 2002 : I Ribelli (Les Rebelles). (Sony/BMG 191192)
- 2010 : Cantano Adriano (Chantent Adriano). (Indie Europe/Zoom 7794766)[2]

## Filmographie
- 1963 : Un drôle de type (Uno strano tipo) de Lucio Fulci